# Lisbeth Åkerman
Lisbeth Margareta Åkerman, född 6 maj 1967 i Erikstad, är en svensk journalist och sedan 2005 nyhetsankare för SVT:s nyhetsprogram Rapport. År 2009 fick hon uppdraget att vara SVT:s julvärd.

## Biografi
Åkerman arbetade med nyheter i radio 1992–1998, bland annat på TT och Radio Stockholm. Därifrån värvades hon 1998 till TV:s Rapport i rollen som programledare och reporter. På Rapport har hon arbetat med programmets alla olika sändningar, på morgon, dag, huvudsändning 19:30 och sena sändningen. Under ett års tid var Åkerman redaktör för den sena Rapport-sändningen. Hon har också varit "soffprogramledare" på Gomorron Sverige. År 2005 tillträdde hon som en av Rapports fasta programledare – "nyhetsankare" – och delar där rollen med Katarina Sandström.
År 2009 fick Åkerman uppdraget att vara SVT:s julvärd. En läsarundersökning som Expressen gjorde på sin webbplats gav Åkerman toppbetyget 5 för hennes insats som julvärd.
Hon hade också en liten roll i filmen Män som hatar kvinnor, där hon är en nyhetsuppläsare i TV.